# Господиня (форма звернення)
Господиня — жінка, яка займається веденням господарства. Зазвичай господиня була дружиною господаря (дому та господарства), але не обов’язково, оскільки господинею є кожна жінка, що займається хатніми, домашніми справами, порається в домі та біля дому. 
Вислів «добра господиня», «хороша господиня» означає жінку, що володіє набором навичок, необхідних для забезпечення затишку и домі, розвитку господарства, створення атмосфери процвітання. 
Звертання не обов'язково розрізняло одружених та неодружених жінок.
В українській літературі слово «господиня» зустрічається досить часто:  Живу — як господиня: схочу робити — роблю, схочу лежати — лежу (Мирний, III, 1954, 167); Ніколи вже більше Жанна не буде господинею його думок (Собко, Граніт, 1937, 194);  За якусь часинку господиня знов увіходить, прохаючи всіхна вечерю (Коцюб., І, 1955, 173); Частували господар і господиня: до пиріжків, до борщу (Головко, II, 1957, 48); Господиня дому стоїть біля печі (Мас., Під небом.., 1961, 29); 